# Arruns (frère de Tarquin le Superbe)
Pour les articles homonymes, voir Arruns.
Arruns est le fils ou petit-fils de Tarquin l'Ancien, le beau-fils de Servius Tullius et le frère de Tarquin le Superbe.
Il épouse Tullie, fille du roi Servius Tullius, car le roi se prémunit contre les risques de complot dont avait été victime son prédécesseur, Tarquin l'Ancien. Son épouse, impatiente de régner, le fait assassiner en 536 av. J.-C., parce qu'il ne voulait pas s'associer à ses projets, et épouse Tarquin le Superbe, dont la femme meurt brusquement elle-aussi, malgré la désapprobation du père/beau-père.
À la suite de cela, le roi Servius Tullius est renversé par Tarquin le Superbe, qui devient le septième et dernier roi de Rome.

## Sources
- Tite-Live, Histoire romaine, I, 42-46